# ويليام ك. ماكليستر
ويليام ك. ماكليستر (بالإنجليزية: William K. McAllister)‏ هو قاضي أمريكي، ولد في 5 أغسطس 1818، وتوفي في 29 أكتوبر 1885.